# Oligoplites saurus
Oligoplites saurus, vorläufige Handelsbezeichnung Lederjacken-Stachelmakrele, ist eine Fischart aus der Gattung Oligoplites in der Familie der Trachinotidae. Sie wird frisch und gesalzen oder getrocknet als Speisefisch vermarktet, das Fleisch wird jedoch nicht als hochwertig angesehen.

## Merkmale
Oligoplites saurus erreicht gewöhnlich eine Gesamtlänge von 27 cm, maximal 35 cm TL. Zum Rücken hin ist diese Stachelmakrele schwärzlich blaugrün gefärbt, die Flanken und der Bauch sind silbrig bis weiß und manchmal gelb oder goldenen glänzend. Ihr Körper ist gestreckt und seitlich stark abgeflacht. Die Schnauze ist lang und spitz. Das hintere Ende des mit kleinen und dünnen, länglichen (villiformen) Zähne besetzten Oberkiefers reicht bis zum hinteren Augenrand. Die Zähne des Unterkiefers sind konisch. Auf dem unteren Schenkel des ersten Kiemenbogens befinden sich 14 bis 18 Kiemenreusendornen. Die Schuppen sind klein aber sichtbar, nadelförmig und in die Haut eingebettet. Über der Brustflosse ist die Seitenlinie leicht gebogen. Oligoplites saurus hat 26 Wirbel davon sind 10 Präcaudalwirbel.
Die Rückenflosse (Dorsale) ist leicht zweigeteilt, die 4 bis 6 kurzen Stachelstrahlen des ersten Teiles sind fast voneinander getrennt. Der zweite Teil wird von einem Stachelstrahl und 19 bis 21 Weichstrahlen gestützt. Die Afterflosse (Anale) hat 2 bis 3 freistehende Stachelstrahlen auf die 18 bis 21 Weichstrahlen folgen. Die letzten 11 bis 15 Strahlen der Rücken- und Afterflosse bilden fast freistehende Finlets. Die Brustflossen (Pectorale) sind relativ klein mit 15 bis 17 Flossenstrahlen. Die Stacheln der Rückenflosse sind düster gefärbt, die Flossenmembran transparent. Brustflossen und Schwanzflosse (Caudale) sind gelblich.

## Verbreitung und Unterarten
Oligoplites saurus ist im westlichen Atlantik vom US-Bundesstaat Maine und dem nördlichen Golf von Mexiko über die Westindischen Inseln bis Uruguay verbreitet, bei den Bahamas kommt die Art allerdings nicht vor. Im östlichen Pazifik reicht das Verbreitungsgebiet von Baja California und Mexiko bis Ecuador. Je nach Literatur wird die Atlantische Population als Nominatform Oligoplites saurus saurus und die Pazifische Population als Unterart Oligoplites saurus inornatus angesehen. Nach World Register of Marine Species (WoRMS) ist Oligoplites saurus inornatus Gill, 1863 jedoch ein Synonym von Oligoplites saurus, es gibt also keine Unterarten.

## Lebensraum und Lebensweise
Oligoplites saurus halten sich in Küstennähe, gewöhnlich an Sandstränden, in Buchten oder schmalen Meeresarmen (Inlets) auf, große Exemplare auch in tiefem Wasser. Sie dringen in Flussmündungen (Ästuarien) und bis fast in Süßwasser vor und bevorzugen eher trübes Wasser. Adulte Tiere bilden große, schnelle Schulen und springen oft aus dem Wasser. Jungtiere bewegen sich eher an der Wasseroberfläche, sie können sich auch an der Oberfläche mit abgebogenem Schwanz und Kopf nach unten treiben lassen. Adulte Tiere ernähren sich von Fischen und Krebstieren (Crustacea), juvenile Tiere haben schneidezahnartige Außenzähne und dienen als Putzer für andere Fische um diese von Ektoparasiten zu befreien, daneben fressen sie auch Schuppen. Mit zunehmendem Alter werden die Zähne konisch und die Ernährung stellt sich um. Oligoplites saurus laicht in flachem Wasser in Küstennähe vom frühen Frühling bis in den Hochsommer. Die Stachelstrahlen der Rücken- und Afterflosse sollen mit Giftdrüsen verbunden sein, die schmerzhafte Wunden verursachen können. Die Giftdrüsen sind jedoch nicht sichtbar und konnten von Smith und Wheeler (2006) nicht bestätigt werden, eine Überprüfung der Gefährlichkeit steht noch aus.